# Mông Khuyến Phong Hữu
Khuyến Phong Hữu hay Khuyến Phong Hựu (giản thể: 劝丰祐; phồn thể: 勸豐祐; bính âm: Quàn fēng yòu, ?-859), nhất tác Phong Hữu (豐祐), là con của Tầm Các Khuyến, đệ của Khuyến Lợi Thịnh. Ông là đệ thất đại quốc vương của Nam Chiếu, tại vị từ năm 823 đến 859. Năm 823, Khuyến Lợi Thịnh qua đời khi mới cận 22 tuổi, quyền thần là Vương Tha Điên đã ủng lập Khuyến Phong Hữu kế vị. Nam Chiếu khi đó thực chất nằm dưới tay của Vương Tha Điên, năm 830, phát động cuộc tấn công lớn vào Thành Đô của nhà Đường. Kiếm Nam tiết độ sứ là Đỗ Nguyên Dĩnh không chuẩn bị trước nên khi quân Nam Chiếu công nhập ngoại thành Thành Đô, đã chạy trốn, trẻ em và phụ nữ, tổng cộng hơn mười vạn và rất nhiều châu báu. Đến Đại Độ Hà, gặp quân Nam Chiếu, người Đường nhảy xuống sông tự vẫn đến 3 phần 10. Các thợ thủ công bị Nam Chiếu bắt tu kiến Sùng Thánh Tự Tam Tháp cao ngút trời xanh. Sau đó, Lý Đức Dụ đảm nhiệm Kiếm Nam tiết độ sứ, nhà Đường và Nam Chiếu tái lập minh ước. Năm 859, Khuyến Phong Hữu qua đời, kỳ tử là Thế Long kế vị.

## Niên hiệu
- Bảo Hòa: 824-839
- Thiên Khải: 840-859

## Thụy hiệu
- Chiêu Đức Đế